# Fusil semiautomático

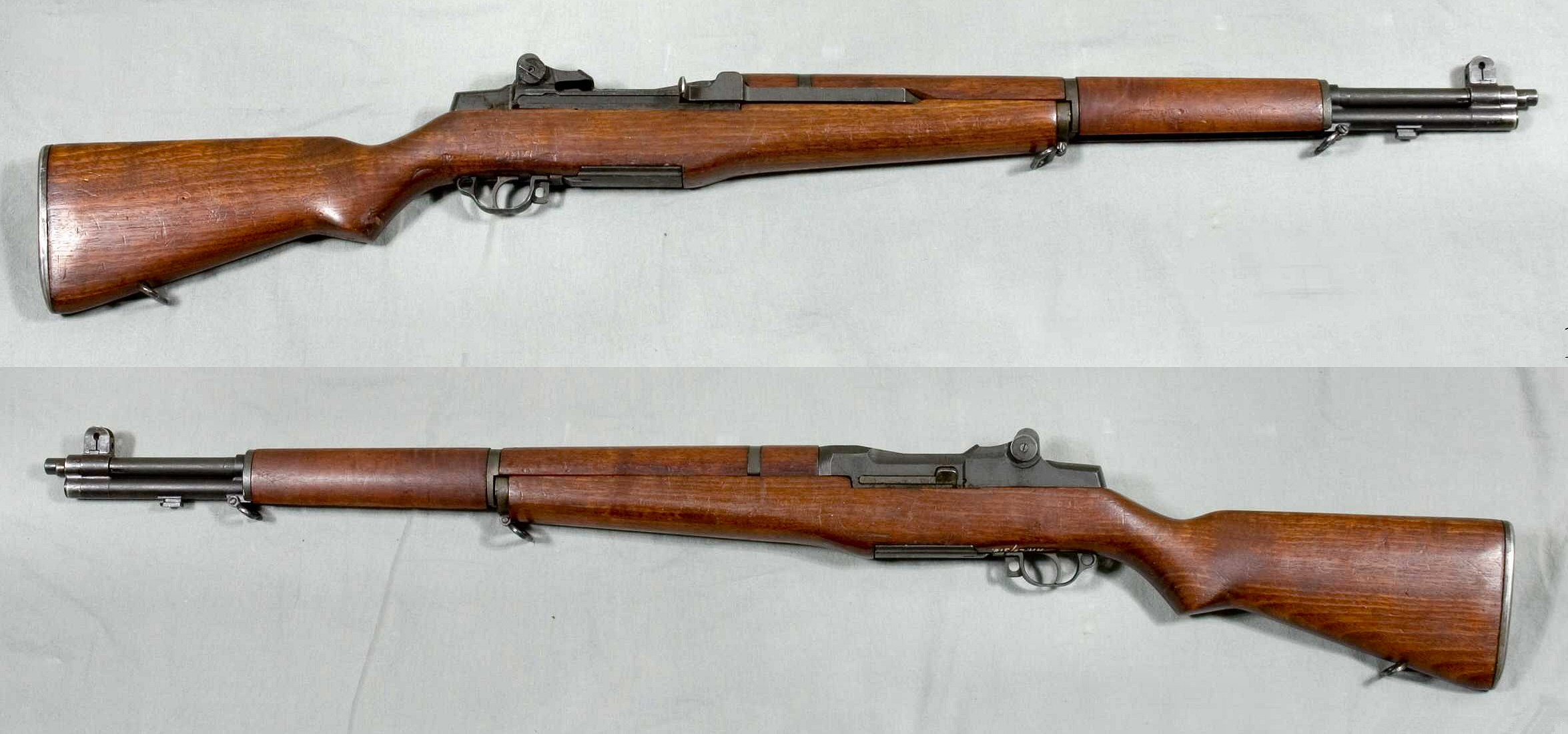
El M1 Garand, diseñado por John Garand en 1936 e inicialmente producido para las Fuerzas Armadas estadounidenses.

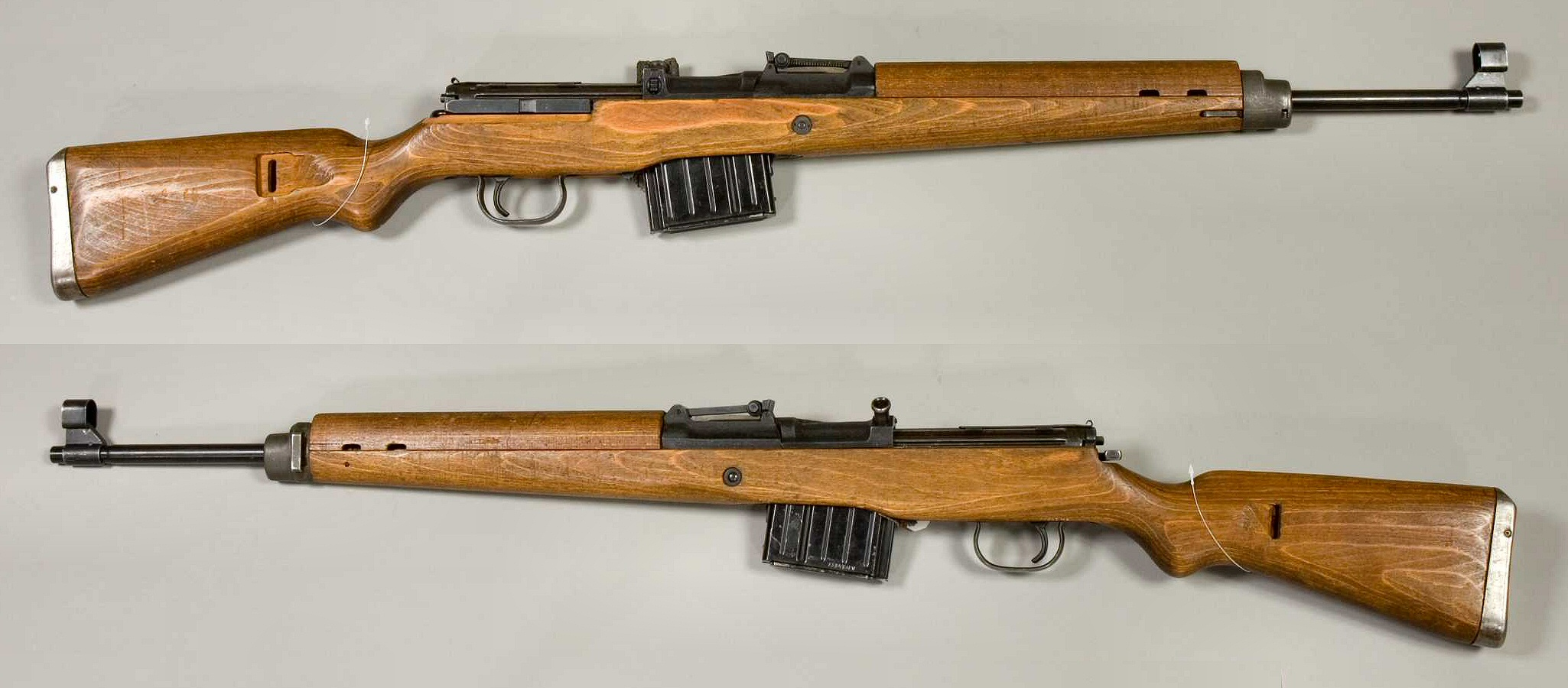
Un Gewehr 43, calibre 7,92 mm, de las colecciones del Museo del Ejército Sueco, Estocolmo, Suecia.

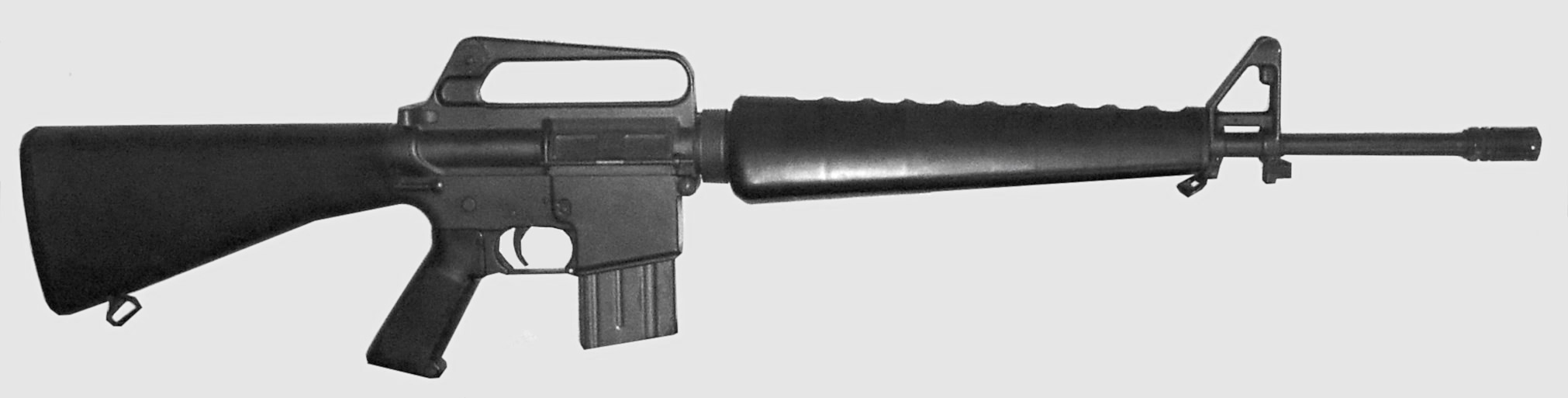
Colt AR-15, fusil semiautomático moderno

El fusil semiautomático es un arma semiautomática que dispara un solo cartucho cada vez que se aprieta el gatillo.

## Operación
Las armas semiautomáticas utilizan la energía de los gases del disparo, el empuje frontal, el empuje posterior o el retroceso para eyectar el casquillo vacío después que la bala ha recorrido el cañón, introducir en la recámara un nuevo cartucho desde su cargador y preparar el mecanismo de disparo, permitiendo disparar de nuevo una vez que se aprieta el gatillo.
El fusil semiautomático fue un sucesor de los primeros fusiles que precisaban accionar manualmente sus mecanismos después de cada disparo, como el fusil de cerrojo y el de palanca. Su capacidad de cargar automáticamente el siguiente cartucho permitió incrementar la cadencia de disparo del tirador.
Los fusiles semiautomáticos también son llamados de carga automática o autocargables, siendo frecuentemente confundidos con fusiles automáticos o ametralladoras. Los fusiles semiautomáticos fueron uno de los diseños más revolucionarios en la historia de la guerra. Por ejemplo, los fusiles de este tipo le dieron una importante ventaja a Estados Unidos durante la Segunda Guerra Mundial, ya que el M1 Garand era el fusil que se suministró a la mayoría de soldados, mientras que las potencias del Eje solamente tenían fusiles de cerrojo y cantidades limitadas de fusiles semiautomáticos. Estas armas son diseños versátiles. Pueden ser alimentadas mediante peines en bloque desde un depósito interno fijo, cargadores extraíbles o una combinación de peine y depósito interno fijo.  

## Historia inicial (1885-1945)

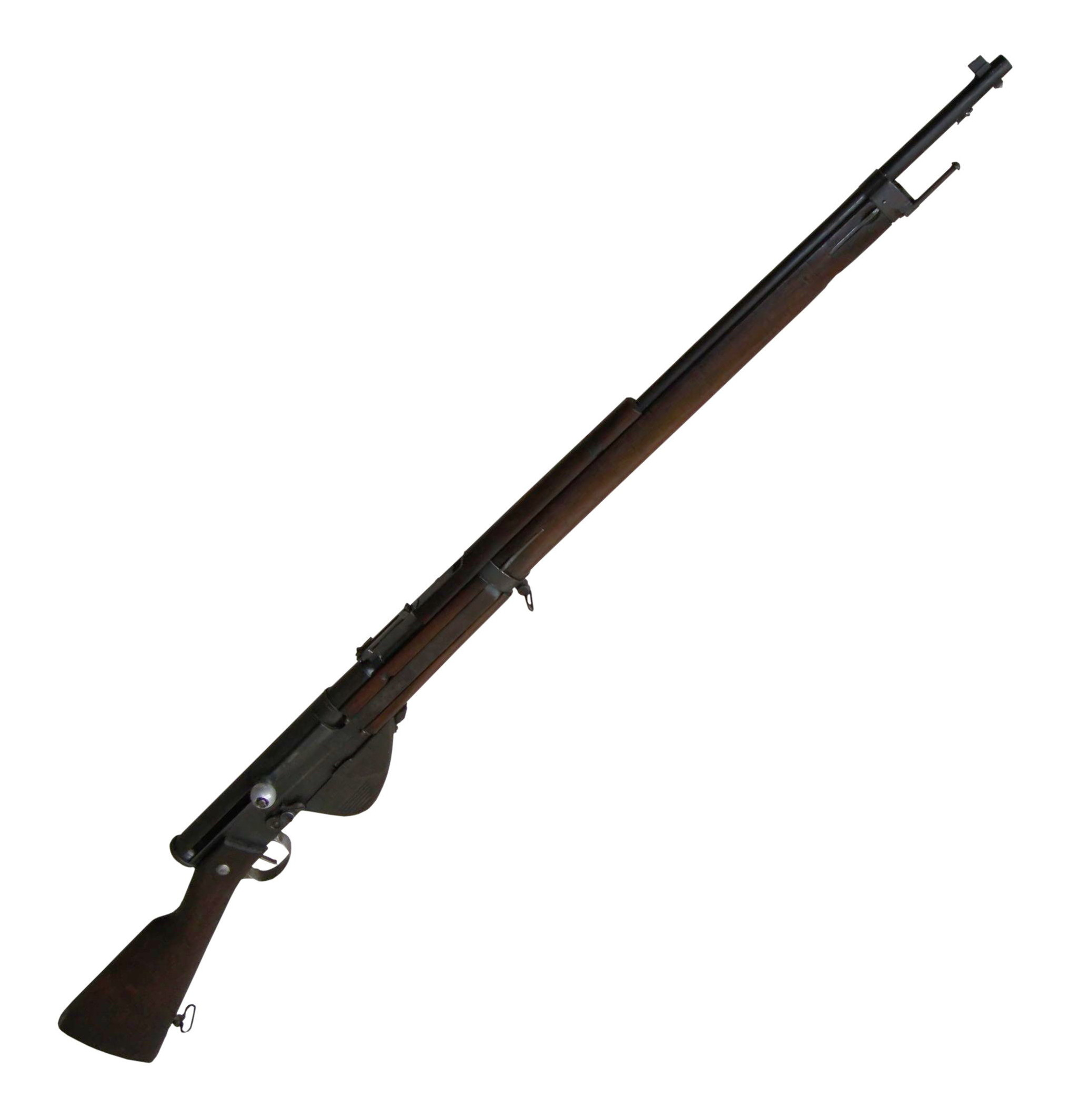
El fusil automático Modelo 1917 fue la primera arma de este tipo en ser ampliamente suministrada a la infantería de país alguno.

Se le atribuye al armero alemán Ferdinand Mannlicher el primer diseño exitoso de un fusil semiautomático, el cual lo presentó en 1885. El fusil M1885 fue seguido por los igualmente innovadores fusiles semiautomáticos M1891, M1893 y M1895. Aunque Mannlicher se ganó su reputación gracias a sus fusiles de cerrojo, también produjo unas cuantas pistolas semiautomáticas, como la Mannlicher M1894, que empleaba un inusual mecanismo de empuje frontal y tenía un depósito interno fijo con capacidad para cinco cartuchos de 6,5 mm, que eran introducidos mediante un peine.  

### Escopeta semiautomática

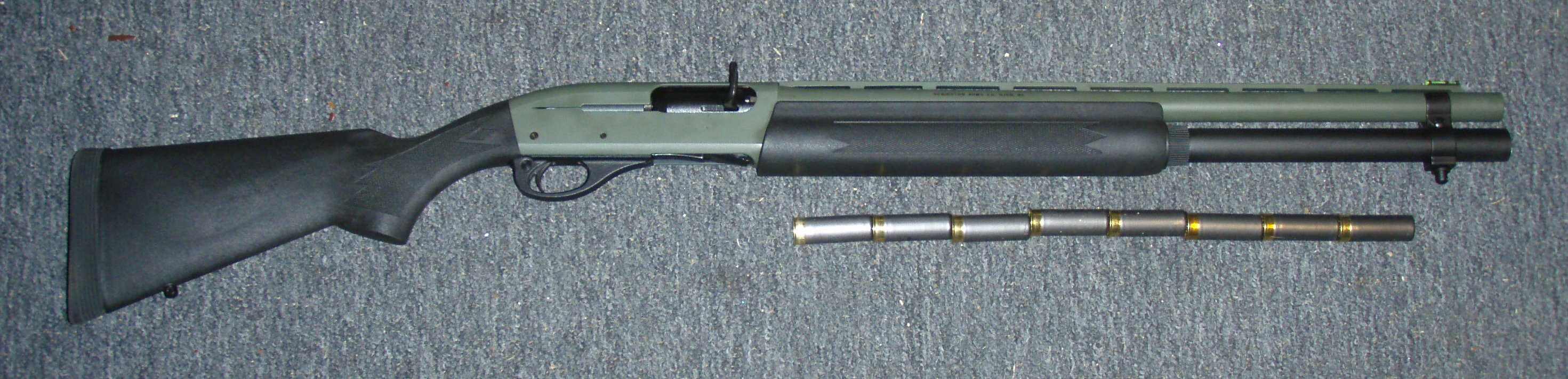
Escopeta táctica Remington 1100 calibre 12 – un ejemplo de escopeta semiautomática.

Pocos años después, el armero estadounidense John Moses Browning desarrolló la primera escopeta semiautomática exitosa, la Browning Auto-5, que fue fabricada en 1902 por la Fabrique Nationale de Herstal y vendidad en Estados Unidos bajo la marca Browning. La Auto-5 era accionada por retroceso largo; este diseño fue la forma dominante para escopetas semiautomáticas por aproximadamente 50 años. La producción de la Auto-5 cesó en 1999. 

### Fusil semiautomático accionado por retroceso
En 1903 y 1905, la Winchester Repeating Arms Company introdujo los primeros fusiles semiautomáticos con cartucho de percusión anular y con cartucho de percusión central especialmente diseñados para el mercado civil. Los fusiles Winchester Modelo 1903 y Winchester Modelo 1905 eran accionados por blowback. Diseñado completamente por Thomas Crossley Johnson, el Modelo 1903 fue un éxito de ventas y continuó siendo fabricado hasta 1932, cuando fue reemplazado por el Winchester Modelo 63.
A inicios del siglo XX, varios fabricantes de armas habían introducido fusiles semiautomáticos de cacería calibre 5,5 mm (.22), entre estos Winchester, Remington, Fabrique Nationale y Savage Arms, los cuales empleaban el sistema blowback. La Winchester introdujo un fusil semiautomático de cacería de calibre medio, el Winchester Modelo 1907, como una actualización del Modelo 1905, que empleaba el sistema blowback y disparaba cartuchos como el .351 WSL. Los fusiles Modelo 1905 y Modelo 1907 fueron empleados en forma limitada por el Ejército y agencias policiales.      

### Importantes fusiles semiautomáticos iniciales
En 1906, la Remington Arms introdujo el "Fusil de repetición autocargable Remington". Remington publicitaba este fusil, rebautizado como "Modelo 8" en 1911, como un fusil de cacería. Su mecanismo de retroceso largo y recámara acerrojada fue diseñado por John Moses Browning. El fusil estaba disponible en calibre 6,35 mm, 7,62 mm, 8 mm y 9 mm, ganando popularidad entre civiles y algunos policías que apreciaban la combinación de cartuchos de fusil relativamente potentes y el mecanismo semiautomático. El Modelo 81 sobrepasó al Modelo 8 en 1936 y fue ofertado para el cartucho .300 Savage, así como para los calibres originales de Remington.
Uno de los primeros fusiles semiautomáticos en ser adoptado por ejército alguno fue el fusil Mondragón, diseñado por el general mexicano Manuel Mondragón y adoptado por el Ejército mexicano en 1908 con la designación Fusil Porfirio Diaz Sistema Mondragón Modelo 1908. Ese mismo año, el gobierno mexicano firmó un contrato con la SIG para la producción de 4.000 fusiles M1908 calibrados para el cartucho 7 x 57 Mauser. Pero debido a la inestabilidad política de aquel entonces y al inicio de la Revolución mexicana, hacia 1910 solamente se habían suministrado 400 fusiles de los 4.000 ordenados. Debido a problemas con cartuchos de mala calidad y al alto costo de producción (160 francos suizos por fusil), se canceló el contrato.  
El fusil Mondragón era accionado por los gases del disparo, pero podía funcionar como un fusil de cerrojo si se cerraba la válvula montada en el tubo de gases. Empleaba dos modelos de bayoneta, una tipo cuchillo y otra tipo espátula, que tenía un filo para cortar alambre y otro para cortar madera.
El primer fusil semiautomático adoptado y ampliamente suministrado por una potencia militar fue el fusil automático Modelo 1917 francés. Este fusil con recámara acerrojada y recarga accionada por gas tiene unos principios mecánicos muy parecidos a los del futuro M1 Garand estadounidense. El M1917 fue desplegado durante las etapas finales de la Primera Guerra Mundial, pero no tuvo una recepción favorable. Sin embargo su versión mejorada y acortada, el Modelo 1918, tuvo un buen desempeño durante la guerra del Rif (1920-1926). El fusil de cerrojo Lebel continuó siendo el fusil estándar de la infantería francesa hasta que fue reemplazado en 1936 por el MAS-36, a pesar de los diversos fusiles semiautomáticos desarrollados en el período de entreguerras.
Otros países experimentaron con fusiles semiautomáticos en el período de entreguerras, incluyendo al Reino Unido, que pensaba reemplazar al fusil de cerrojo Lee-Enfield con uno semiautomático, que posiblemente dispararía cartuchos con balas subcalibradas, pero aquel plan se descartó debido a la inminencia de la Segunda Guerra Mundial y se puso énfasis en acelerar el rearme con armas actuales antes de reemplazar cada fusil con un nuevo modelo. La Unión Soviética y la Alemana nazi desplegaron exitosos fusiles semiautomáticos y automáticos durante la guerra, pero no en cantidades suficientes para reemplazar a sus fusiles de cerrojo estándar.

### Importantes fusiles semiautomáticos accionados por gas

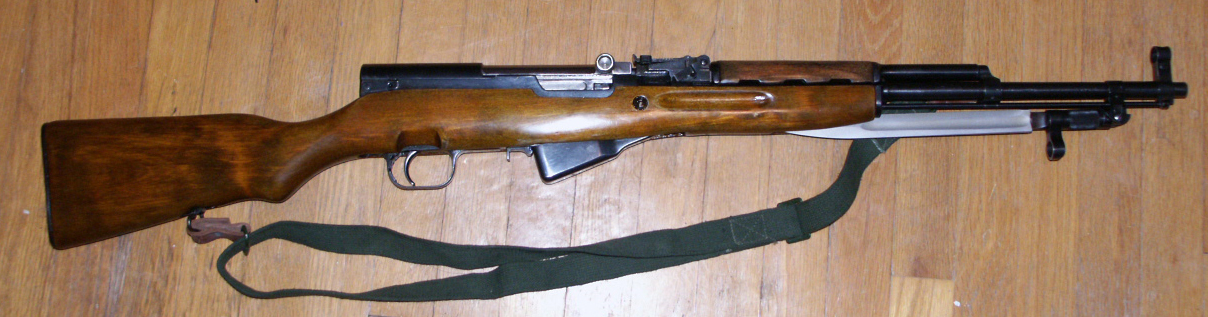
La SKS es una carabina semiautomática soviética.

En 1937, el M1 Garand estadounidense fue el primer fusil semiautomático en reemplazar al fusil de cerrojo Springfield M1903 como fusil de infantería estándar. El M1 Garand accionado por gas fue desarrollado por el armero canadiense John Garand para el gobierno estadounidense en el Arsenal de Springfield, en la ciudad homónima. Tras años de investigación y pruebas, el primer modelo de serie del M1 Garand fue desvelado en 1937. Durante la Segunda Guerra Mundial, el M1 Garand les ofreció una ventaja a los soldados estadounidenses respecto a sus enemigos, la mayoría de los cuales estaban equipados con fusiles de cerrojo.
Los AVS-36, SVT-38 y SVT-40 soviéticos, así como el Gewehr 43 alemán, eran fusiles semiautomáticos accionados por gas y suministrados durante la Segunda Guerra Mundial en cantidades relativamente pequeñas. En la práctica, no llegaron a reemplazar al fusil de cerrojo como arma estándar de infantería.
La SKS fue una carabina semiautomática accionada por gas y desarrollada hacia el final de la Segunda Guerra Mundial. Diseñada por Serguéi Símonov en 1945, venía equipada con una bayoneta plegable y se cargaba con 10 balas empleando un peine. Sin embargo, la SKS fue rápidamente reemplazada por el AK-47. Fue la primera arma ampliamente suministrada que disparaba el cartucho 7,62 x 39.[cita requerida]

## Tipos
Existen pistolas semiautomáticas, fusiles y escopetas que disparan tal como lo indica su nombre. Las armas de fuego con selector de disparo pueden disparar tanto en modo automático como en modo semiautomático. El M14, producido en el Arsenal de Springfield, fue el fusil con selector de disparo estándar del Ejército estadounidense por 11 años (1957-1968).
El término semiautomático describe un arma de fuego que utiliza la fuerza del gas o del retroceso para eyectar el casquillo vacío e introducir un nuevo cartucho en la recámara para el siguiente disparo, permitiendo efectuar disparos continuos con solo apretar el gatillo. Un revólver de doble acción también se puede disparar apretando varias veces el gatillo, pero no es considerado un arma semiautomática ya que la acción de apretar el gatillo es la que gira el tambor, no la energía del disparo precedente. 

## Fusiles y carabinas semiautomáticos
- Fusil Madsen-Rasmussen[6][7][8][9][10]
- Fusil semiautomático Mannlicher 1885[11]
- Fusil experimental Mannlicher 1905[12]
- Fusil Mondragón[10][13]
- Mauser M1916
- Prototipo de fusil semiautomático Ross[14]
- Farquhar-Hill[15]
- Fusil Bang M1922[16]
- Fusil General Liu[17][18][19][20][21][22][23][24][25][26][27]
- M1 Garand
- SKS
- Gewehr 43
- SVT-40
- Fusil automático Charlton[28]
- Fusil semiautomático Steyr M1888/90[29]
- MAS-49
- Ag m/42
- Fusil Hakim
- Carabina Rashid
- Colt AR-15
- Carabina M1
- Springfield Armory M1A
- Fusil Johnson M1941
- Gewehr 41
- Vz. 52
- FN Modelo 1949
- L1A1
- Ruger 10/22
- Marlin Modelo 60
- Remington Modelo 7400